# Tinissa chaotica
Tinissa chaotica är en fjärilsart som beskrevs av Robinson 1976. Tinissa chaotica ingår i släktet Tinissa och familjen äkta malar. Inga underarter finns listade i Catalogue of Life.